# Stjepan Babić
Glej tudi Stjepan Babić (nogometaš)
Stjepan Babić, hrvaški jezikoslovec, pedagog in akademik, * 29. november 1925, Oriovac, † 27. avgust 2021.
Od leta 1955 do upokojitve 1991 je deloval na Filozofski fakulteti v Zagrebu, od 1975 kot redni profesor za hrvaški knjižni jezik. Leta 1977 je postal sodelujoči, leta 1986 izredni in leta 1991 redni član HAZU.